# Scaphyglottis fusiformis
Scaphyglottis fusiformis là một loài lan được tìm thấy từ Costa Rica đến Nam Mỹ nhiệt đới.